# Isaias Afewerki
Isaias Afewerki (født 2. februar 1946) har været Eritreas første og eneste præsident siden uafhængigheden i 1993.
Han er selverklæret marxist, kommunist og afrikansk socialist.
Var tilknyttet den eritreiske befrielsesfront under Borgerkrigen i Eritrea.